# Колірний простір RGB із широкою гамою

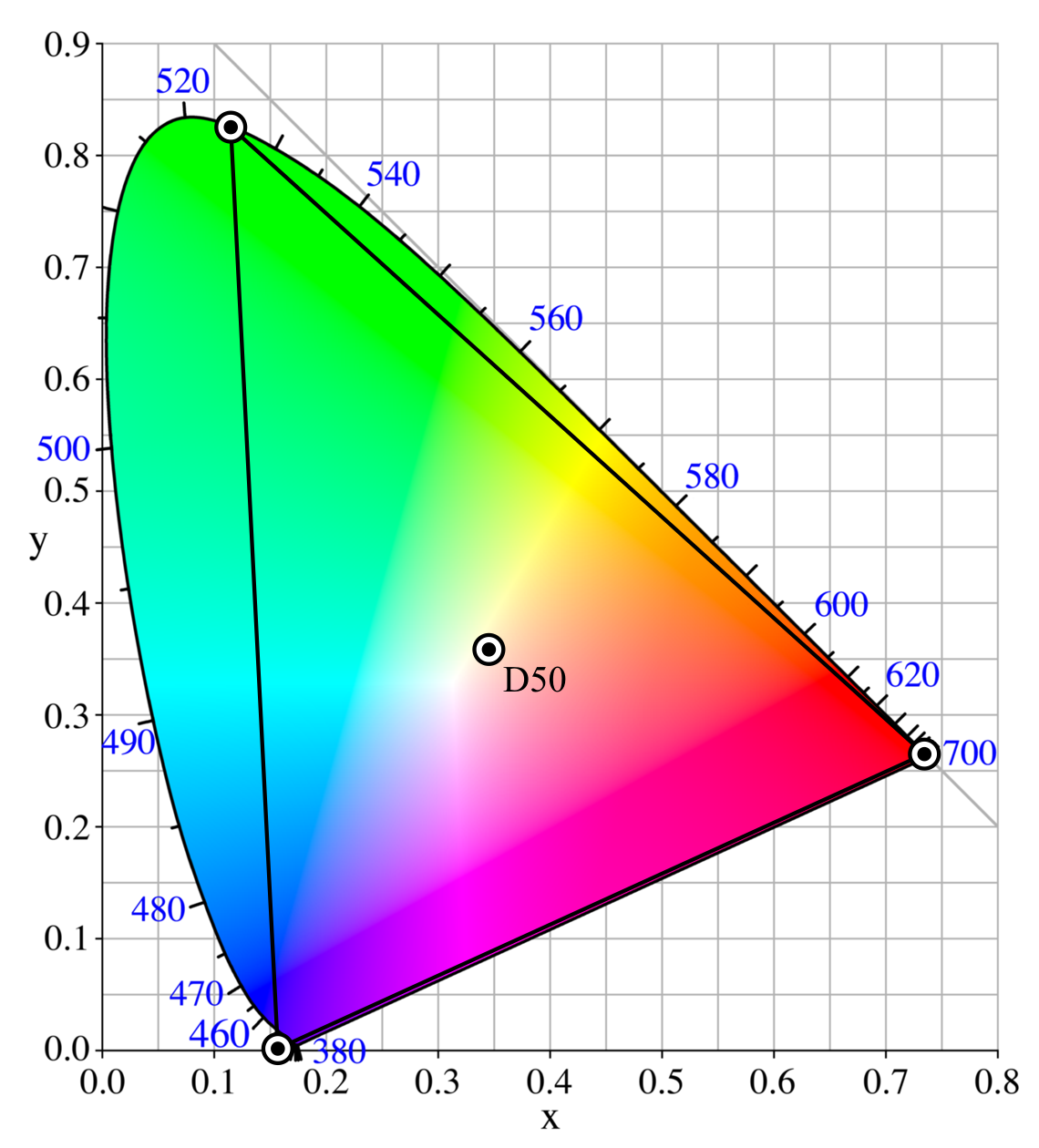
Діаграма кольоровості CIE 1931 xy, що показує діапазон широкого діапазону кольорів RGB і розташування основних кольорів. Біла точка D50 показана в центрі.

Колірний простір RGB із широкою гамою (або Adobe Wide Gamut RGB) — це колірний простір RGB, розроблений Adobe Systems, який пропонує широку палітру за допомогою чистих спектральних основних кольорів. Він здатний зберігати ширший діапазон значень кольорів, ніж колірні простори sRGB або Adobe RGB. Для порівняння: широкий колірний простір RGB охоплює 77,6% видимих кольорів, визначених CIELAB, у той час, як стандартний колірний простір Adobe RGB охоплює лише 52,1%, а sRGB — лише 35,9%.
Працюючи в просторі кольорів із такою широкою гамою, рекомендується працювати з глибиною кольору 16 біт на канал, щоб уникнути ефектів постеризації. Це відбуватиметься частіше в режимах 8 біт на канал, оскільки кроки градієнта набагато більші.
Як і у випадку sRGB, значення колірних компонентів у RGB із широкою палітрою не пропорційні яскравості. Подібно до Adobe RGB, передбачається гамма 2,2 без лінійного сегмента біля нуля, який присутній у sRGB. Точне значення гами становить 563/256, або 2,19921875.
Біла точка відповідає D50.
Кольоровість основних кольорів і точки білого наступна:
| Колір      | CIE x  | CIE y  | Довжина хвиль |
| ---------- | ------ | ------ | ------------- |
| Червоний   | 0.7347 | 0.2653 | 700 nm        |
| Зелений    | 0.1152 | 0.8264 | 525 nm        |
| Синій      | 0.1566 | 0.0177 | 450 nm        |
| Біла точка | 0.3457 | 0.3585 |               |